# جان کالن (بازیکن فوتبال)
جان کالن (انگلیسی: Jon Cullen؛ زادهٔ ۱۰ ژانویهٔ ۱۹۷۳) بازیکن فوتبال اهل بریتانیا است.
از باشگاه‌هایی که در آن بازی کرده‌است می‌توان به باشگاه فوتبال پیتربورو یونایتد، باشگاه فوتبال دونکستر راورز، باشگاه فوتبال دارلینگتون، باشگاه فوتبال هارتل پول یونایتد، باشگاه فوتبال شفیلد یونایتد، باشگاه فوتبال کارلایل یونایتد و باشگاه فوتبال شروزبری تاون اشاره کرد.